# Městské opevnění (Nové Hrady)
Městské opevnění v Nových Hradech je částečně dochovaný systém hradby a příkopu, které ve středověku zajišťovaly bezpečnost města. Dochované zbytky opevnění jsou chráněny jako kulturní památka.

## Historie
První písemná zmínka o Nových Hradech pochází z roku 1279 a v privilegiu vyšebrodského kláštera jsou uvedeny jako město. Existence hradby je doložena na začátku devadesátých let čtrnáctého století, kdy byly prováděny její opravy. Během husitských válek bylo město roku 1425 dobyto tábory a roku 1467 město přepadl a vypálil Zdeněk Konopišťský ze Šternberka. V potvrzení městských práv Petrem Vokem z Rožmberka z roku 1596 je zmíněno hradební právo.
Doba vzniku hradby je neznámá. K jejímu založení mohlo dojít už ve třináctém století a jistě existovala koncem století čtrnáctého. Později došlo k ustrnutí vývoje a jedinými vylepšeními bylo proražení několika střílen a výstavba tenké zdi mezi hradem a Dolní bránou.

## Stavební podoba
Středověké město mělo rozlohu asi deseti hektarů. Nachází se na plochém ostrohu nad soutokem Stropnice a Novohradského potoka. Nejzazší část ostrohu zaujal novohradský hrad. Východně od něj se nacházela mírně snížená plocha předhradí s nejasným vztahem k městu.
Opevnění sestávalo z jediné hradby s vnějším příkopem a valem. Příkop vedl téměř po celém obvodu města a ztrácel se jen na straně proti hradu, kde se městská hradba nejspíše napojovala na hradní opevnění. Od hradby příkop oddělovala úzká berma. Zeď se dochovala na velké části obvodu města, ale většinou v silně pozměněné podobě. Její původní výšku a způsob ukončení nelze nijak ověřit. Šířka zdi byla okolo 150 centimetrů. Věže nebo bašty byly v opevnění použity velmi řídce nebo zcela chyběly. Pouze veduta z roku 1712 zobrazuje dvojici hranolových věží s cimbuřím a hradbu ukončenou stříškou na severní straně města.

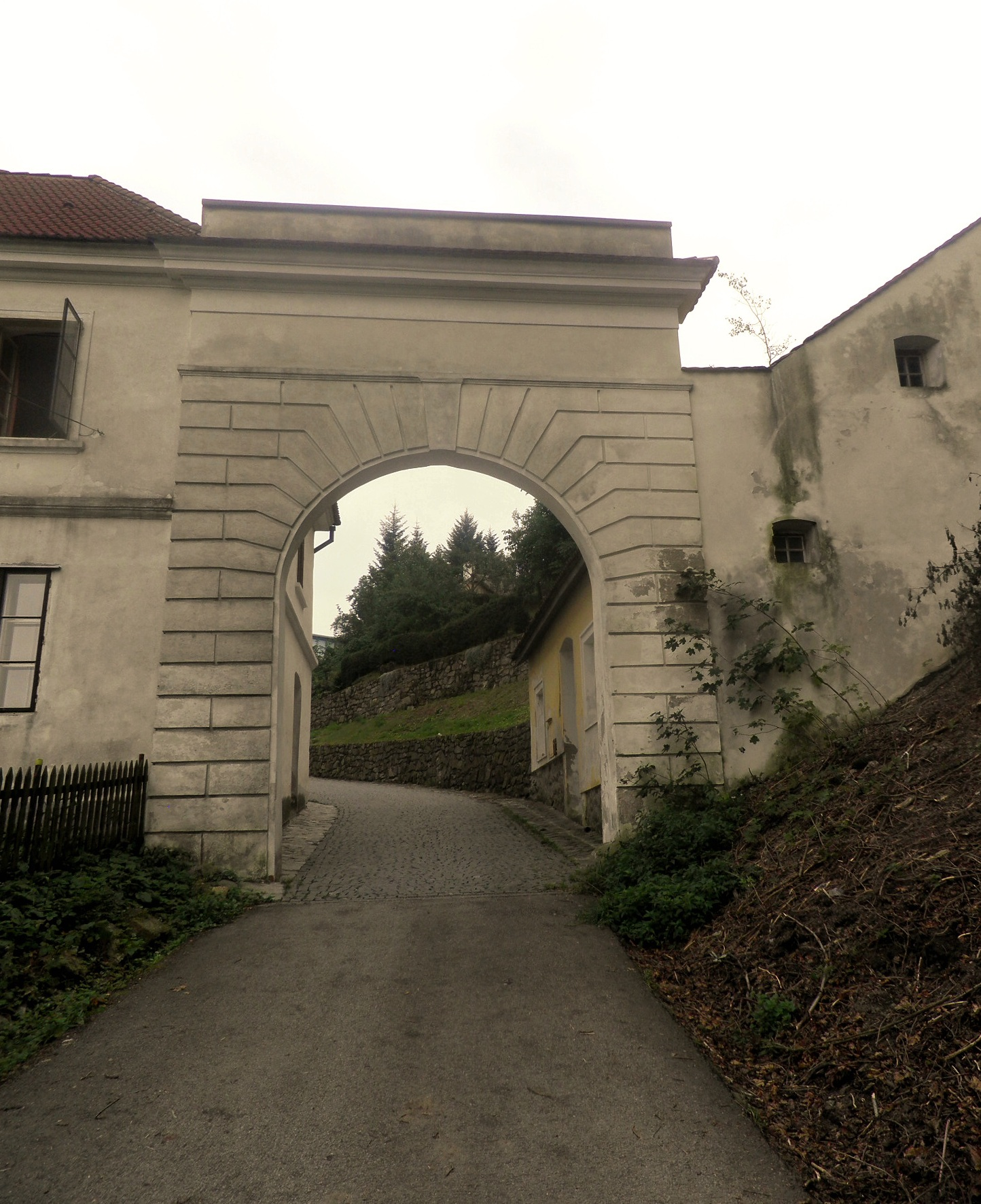
Dolní brána

Do města se vstupovalo dvěma bránami. Zaniklá Horní brána na východní straně města stávala přibližně v místech křížení Husovy a České ulice. Druhá brána zvaná Dolní se nachází na západním okraji města, v nejnižším bodě zástavby. Kromě dvou velkých bran umožňovaly vstup menší fortny. Jedna se nacházela v Hradební ulici, přibližně u domu čp. 20 a druhá směřovala z náměstí směrem k hradu.
Dolní brána stojí v Údolní ulici a její dochovaná podoba je výsledkem přestavby v roce 1831. Je zaklenuta půlkruhovým obloukem a její boční pilíře se přimykají k sousedním domům. Vnější stranu zdobí rustika s naznačeným klenákem. Brána je chráněna jako samostatná kulturní památka.
Od Dolní brány k hradu vede pravděpodobně mladší tenká hradba vybavená klíčovou a obdélnou střílnou. Další čtveřice klíčových střílen byla nejspíše druhotně proražena v hradbě v blízkosti kostela svatého Petra a Pavla.